# Kaple svatého Kříže (Český Rudolec)
Hřbitovní kaple svatého Kříže je jednoduchá venkovská klasicistní hřbitovní kaple na kopci s přilehlým hřbitovem jihovýchodně od obce Český Rudolec v okrese Jindřichův Hradec. Zděná omítaná budova se zaoblenými hranami závěru je kryta valbovou střechou. Byla postavena v roce 1761, k její obnově pak došlo v letech 1833 a 1908. Od 3. května 1958 je kulturní památkou.

## Popis

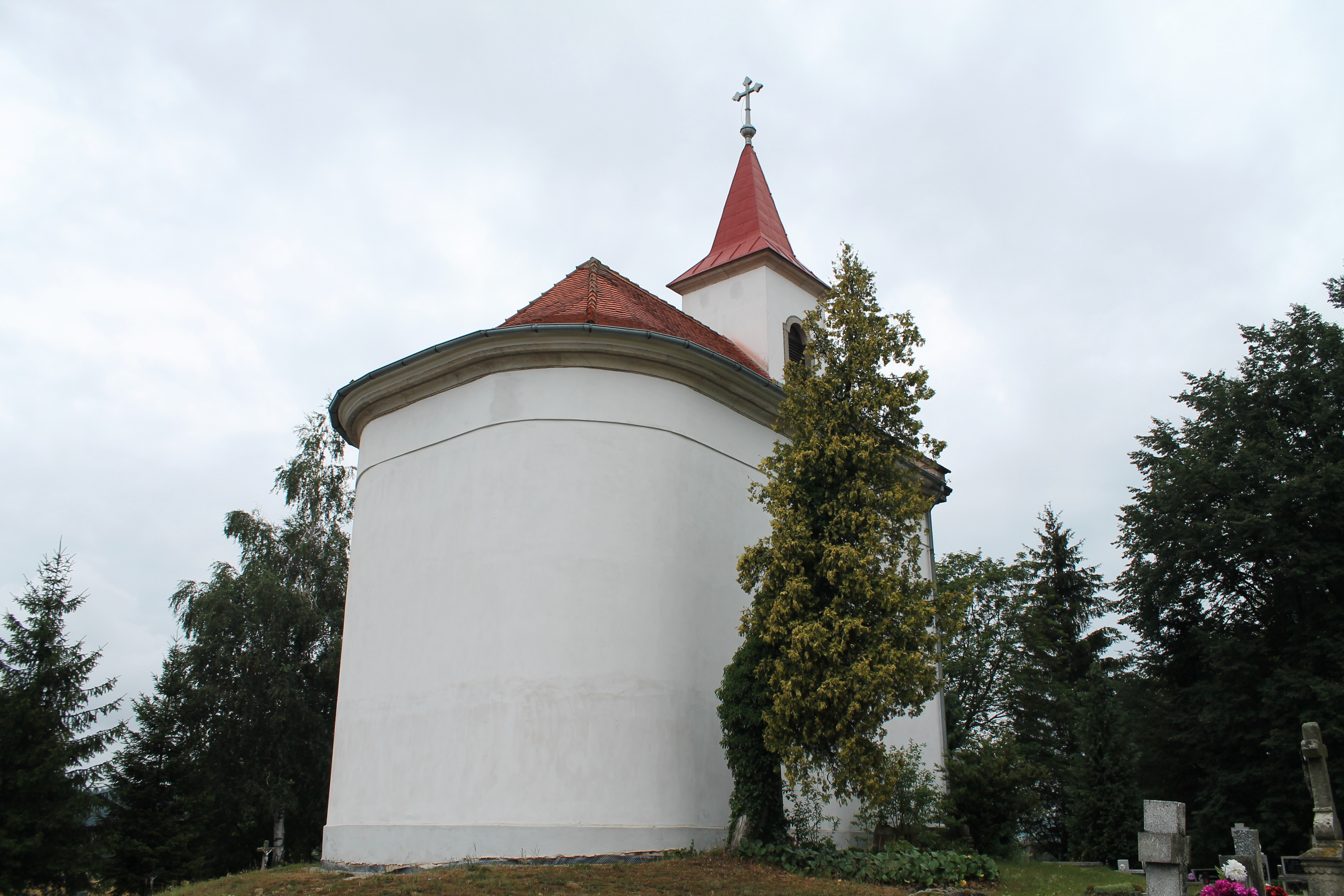
Pohled na kapli zezadu

Při vstupu do kaple se nachází osový, kamenný, pravoúhlý portál s latinským nápisem a chronogramem „Domus salvatori consecrata“ (Dům byl zasvěcen Spasiteli).[ve zdroji nenalezeno] Střechu tvoří tašky a plechová věžička. Hlavní průčelí se vstupem má okno nade dveřmi. V ose průčelí se zvedá hranolová vížka ukončená jehlancovou střechou. Hřbitovní kaple je příkladem slohově jednotné architektury. V interiéru je fresková výzdoba, která svým významem přesahuje nejbližší okolí. Současně je kaple vhodně komponovaným architektonickým prvkem, který se dobře uplatňuje v krajině.